# Gerard Matas Vanrell
Gerard Matas Vanrell   (Palma, 1945 - Santa Margalida, 15 de maig de 2016) fou un artista plàstic i un dels membres destacats del moviment Nova Plàstica Mallorquina.
Matas es formà a l’Escola d’Arts i Oficis de Palma entre el 1961 i el 1965. El 1973 fou finalista del premi de pintura Ciutat de Palma i juntament amb Ferran Cano i Àngel Juncosa varen inaugurar la galeria 4 Gats. Al llarg dels anys combinà la pràctica de la pintura i l'escultura, però fou a partir dels anys setanta quan es dedicà preferentment a l'escultura. Des del 1968 realitzà exposicions individuals a Barcelona, Madrid, Bilbao, Tarragona, Girona, Múrcia, Alacant i Puerto Rico. A Palma exposà a l'hotel Melià–galeria Grife & Escoda, Sala Pelaires, galeria 4 Gats, galeria Lluc Fluxà, la Llonja, galeria Fran Reus i a moltes més. Participà en les mostres col·lectives Miró-80 i Ensenya-1 (Palma, 1973), Escultures actuals a Mallorca (València, 1976), El realismo fantástico (Viena, 1975), Mostra d’art actual a Balears (Palma, 1981), Homenatge a Miró (Son Servera, 1982), En tres dimensions (Manacor, 1993), Aproximació a l’avantguarda a Mallorca 1959–1982 (Palma, 1996), Sediments (Madrid, 2013), i també ha participat en fires d’art com ARCO a Madrid. Hi ha obra seva a la Fundació Bartomeu March, al fons d’art contemporani del Govern de les Illes Balears, a la col·lecció d’escultures de les Tanques d’en Serra (Sóller), al Museu d’Art Contemporani de Can Planes (sa Pobla) i a col·leccions privades.
La seva pintura es caracteritza per la investigació constant de formes d’expressió i elements nous de llenguatge. Barrejava sovint recursos estilístics diversos amb la vista posada en l’aprenentatge i el gust que sentia per l'experimentació. No cercà línies de treball coherents ni pretengué crear una obra immersa en una concepció de formes coherents o duradores. En cada ocasió es concentrà en l’obra singular que ocupava la seva atenció i el seu interès. En l'escultura construïa una sèrie d’artefactes de fusta i corda d’aparença primitiva, curulls de referències simbòliques. Els donava formes estilitzades a la manera del pintor i escultor suís Alberto Giacometti (1901–1966), o de gran senzillesa a la manera de vells tòtems primitius. En tot cas, les seves obres traspuen ressonàncies mediterrànies pròpies de les illes, que enriqueix amb tocs humorístics i crítics. L’obra pictòrica que realitzà els anys noranta, d’execució detallista, evoca paisatges urbans realistes, que acompanya d’elements burletes, de vegades distorsionats o surrealistes.